# Svědectví
Svědectví je výpověď, jejíž věrohodnost se zakládá na osobě svědka. Důležité je zejména svědectví očitého svědka, který vypovídá o něčem, co sám viděl, slyšel a podobně.
Svědectví hraje velmi významnou úlohu při dokazování, v občanských i trestních sporech. Svědek je zde osoba, která není stranou sporu ani zaměstnancem soudu. Pokud psané a vůbec hmotné důkazy chybí, může být svědectví jediným a tedy nenahraditelným důkazem. Proto v historických i moderních právních systémech platí svědecká povinnost: občan, který něco důležitého o sporné věci ví, je povinen svědectví poskytnout. Povinnost svědčit se nevztahuje na osoby, jež jsou v dané věci vázány státním nebo stavovským tajemstvím (například lékařským, zpovědním a podobně) a na případy, kdy by svědek mohl svým svědectvím uškodit sobě nebo osobě blízké.
Protože svědectví může významně ovlivnit rozhodnutí soudu, záleží na tom, aby bylo pravdivé, to jest nezkreslovalo a neskrývalo skutečnosti. Ke zkreslení skutečnosti může dojít buď proto, že se svědek mýlí, anebo proto, že chce klamat. Pravděpodobnost omylu je obvykle menší u očitých svědků, kteří danou skutečnost sami pozorovali nebo zažili. Aby se vyloučilo záměrné zkreslení, svědek před výpovědí přísahá, že bude mluvit pravdu, a je také poučen, že nepravdivé „křivé“ svědectví je trestné. I přesto je očité svědectví často subjektivně zkreslené.
V běžné řeči se slovo svědectví používá i v širším významu, kde znamená buď zřejmý doklad, důkaz: „růst cen svědčí o nedostatku zboží“, anebo naopak nějakou osobně ručenou výpověď vůbec, například náboženskou. V tomto smyslu se slovo svědectví vyskytuje často i v literatuře, ve filmu a podobně, kde znamená autentickou výpověď, často nějaké odhalení nebo i obžalobu.

## Citáty
| „                 | Nevydáš proti svému bližnímu křivé svědectví. | “ |
| — Bible, Ex 20,16 |                                               |   |